# Liste der Bodendenkmäler in Oberschwarzach
Auf dieser Seite sind die Bodendenkmäler in dem unterfränkischen Markt Oberschwarzach zusammengestellt. Diese Tabelle ist eine Teilliste der Liste der Bodendenkmäler in Bayern. Grundlage ist die Bayerische Denkmalliste, die auf Basis des Bayerischen Denkmalschutzgesetzes vom 1. Oktober 1973 erstmals erstellt wurde und seither durch das Bayerische Landesamt für Denkmalpflege geführt wird. Die folgenden Angaben ersetzen nicht die rechtsverbindliche Auskunft der Denkmalschutzbehörde.

## Bodendenkmäler in Oberschwarzach

### Bodendenkmäler in der Gemarkung Breitbach
| Lage                 | Objekt                                                                                 | Akten-Nr.     | Bild |
| -------------------- | -------------------------------------------------------------------------------------- | ------------- | ---- |
| Breitbach (Standort) | Untertägige Teile der frühneuzeitlichen katholischen St.-Johannes-Kirche in Breitbach. | D-6-6128-0072 |      |

### Bodendenkmäler in der Gemarkung Oberschwarzach
| Lage                      | Objekt | Akten-Nr.     | Bild |
| ------------------------- | --- | ------------- | ---- |
| Oberschwarzach (Standort) | Siedlung des Neolithikums und der jüngeren Latènezeit. | D-6-6128-0008 |      |
| Oberschwarzach (Standort) | Freilandstation des Paläolithikums und des Mesolithikums sowie Siedlung der Linearbandkeramik und Brandgräber der Hallstattzeit.                                                                 | D-6-6128-0009 |      |
| Oberschwarzach (Standort) | Untertägige Teile der abgegangenen mittelalterlichen und neuzeitlichen Ortsbefestigung von Oberschwarzach.                                                                                       | D-6-6128-0065 |      |
| Oberschwarzach (Standort) | Untertägige Teile der katholischen Pfarrkirche St. Petrus und Paulus in Oberschwarzach, Fundamente mittelalterlicher Vorgängerbauten sowie Körpergräber des Mittelalters und der frühen Neuzeit. | D-6-6128-0066 |      |
| Oberschwarzach (Standort) | Untertägige Teile des frühneuzeitlichen Schlosses in Oberschwarzach sowie Fundamente eines vermutlich spätmittelalterlichen Vorgängerbaus.                                                       | D-6-6128-0067 |      |
| Oberschwarzach (Standort) | Befunde des Mittelalters und der frühen Neuzeit im ehemals befestigten Ortsbereich von Oberschwarzach mit frühneuzeitlicher Ortserweiterung.                                                     | D-6-6128-0068 |      |

### Bodendenkmäler in der Gemarkung Schallfeld
| Lage                  | Objekt                           | Akten-Nr.     | Bild |
| --------------------- | -------------------------------- | ------------- | ---- |
| Schallfeld (Standort) | Siedlung des Mittelneolithikums. | D-6-6128-0006 |      |

### Bodendenkmäler in der Gemarkung Siegendorf
| Lage                  | Objekt                                    | Akten-Nr.     | Bild |
| --------------------- | ----------------------------------------- | ------------- | ---- |
| Siegendorf (Standort) | Körpergräber vermutlich des Mittelalters. | D-6-6128-0015 |      |

### Bodendenkmäler in der Gemarkung Wiebelsberg
| Lage                   | Objekt                                                    | Akten-Nr.     | Bild |
| ---------------------- | --------------------------------------------------------- | ------------- | ---- |
| Wiebelsberg (Standort) | Fundamente einer abgegangenen Kapelle der frühen Neuzeit. | D-6-6128-0081 |      |